# 7988 Pucacco
7988 Pucacco eller 1981 EX30 är en asteroid i huvudbältet som upptäcktes den 2 mars 1981 av den amerikanska astronomen Schelte J. Bus vid Siding Spring-observatoriet. Den är uppkallad efter Giuseppe Pucacco.
Den tillhör asteroidgruppen Nysa.